# Bathypogon microdonturus
Bathypogon microdonturus là một loài ruồi trong họ Asilidae. Bathypogon microdonturus được Hull miêu tả năm 1958. Loài này phân bố ở miền Australasia.